# Marcelo Polino
Marcelo Polino (Tres Arroyos, Buenos Aires, Argentina, 30 de enero de 1964) es un periodista y presentador argentino. Es conductor de programas de radio tales como ¿Quién es quién?, Polino auténtico y dueño de la marca Marcelo Polino Underwear.
El mismo es conocido por sus múltiples y resaltadas participaciones como jurado en la televisión argentina; como en Bailando por un sueño, Cantando por un sueño, Patinando por un sueño, La Voz del embajador, Viviendo con las estrellas y entre muchos otros programas de televisión en el país.

## Carrera artística

### 1994-2009: Primeros años
Polino empezó a trabajar como mago y luego como animador en fiestas infantiles en España y Francia, luego trabajó como personal de limpieza en la revista Tal Cual en la cual tiempo después le propusieron de hacer una nota y el aceptó.
La primera aparición de Polino en la televisión fue en Argentina por el canal argentino Canal 9 (actualmente elnueve) en el programa titulado Indiscreciones de verano, siendo el conductor.
Dos años después participa del programa de televisión transmitido por el canal de televisión argentino anteriormente mencionado titulado Indiscreciones.
En 2002, conduce su exitoso programa Zap TV en la televisión argentina por Azul TV (actualmente Canal 9) y el ciclo duró tres años. El siguiente año pasa a ser parte del exitoso y longevo programa de espectáculos de la televisión en argentina, transmitido por el canal América TV y conducido por el conductor de televisión argentino Jorge Rial titulado Intrusos en la noche.
Desde 2001 hasta 2008 condujo su propio programa de radio llamado «¿Quién es quién?», junto a panelistas.
En 2006 es jurado en el reality show de canto conducido por el conductor de televisión, director técnico y empresario argentino Marcelo Tinelli titulado como Cantando por un sueño y transmitido por Canal Trece (actualmente llamado eltrece) del mismo país de origen. El año siguiente participa del mismo programa siendo un jurado invitado.
En 2007 y 2008 es jurado del programa conducido por Marcelo Tinelli en el reality show Patinando por un sueño y transmitido por el canal argentino Canal Trece. El año siguiente pasa a ser panelista del programa de televisión argentino Ponele la firma en el canal de televisión argentino América TV.
Tiempo después, en 2009, es parte de la ficción argentina del canal de televisión Telefe llamada Botineras; haciendo solamente un cameo.

### 2010-2019: Jurado en Bailando por un sueño
En 2010 reemplaza al jurado Ricardo Fort en la versión argentina del controvertido reality show Dancing with the stars, en Argentina es transmitido por eltrece y llamado Bailando por un sueño y conducido por Marcelo Tinelli. El siguiente año es jurado de la primera temporada del spin off del programa anteriormente mencionado, esta vez llamado Soñando por bailar y conducido por Mariano Iudica; y ese mismo año es parte de Bailando por un sueño 2011 siendo jurado oficialmente.
En 2011 es invitado a ser parte de un Sketch del programa Esta noche con Moria Casán, conducido por Moria Casán y transmitido por el canal de cable Ciudad Magazine (en ese entonces llamado Magazine).
En 2012 vuelve a ser jurado del programa más visto de ese año, Bailando por un sueño 2012; con la conducción de Marcelo Tinelli y transmitido por el canal de televisión argentino eltrece.
En 2013, es invitado a ir a Chile al programa chileno transmitido por el Canal 13 de Chile llamado AR Prime. Ese mismo año publicó su primer libro titulado «Todo lo que sé».
Polino desde 2014 hasta 2019 siguió siendo parte de la versión argentina de Dancing with the stars, en Argentina llamada Bailando por un sueño, galardonado siete veces como «Mejor Reality» por los Premios Martín Fierro, con la conducción del ganador del Premio Martín Fierro de Oro Marcelo Tinelli y en la transmisión del canal de televisión argentino eltrece.
En 2014 Marcelo conduce el reality show argentino transmitido por el canal de televisión argentino América TV llamado Viviendo con las estrellas.
Desde 2016 tiene su propio programa de radio en Argentina llamado Polino auténtico transmitido en Radio Mitre, junto a múltiples panelistas como Yanina Latorre, Mariana Brey y Amalia Granata.
En julio de 2018 condujo el programa de televisión argentino transmitido por eltrece llamado Los especialistas del show; con la coconducción de María del Cerro y con panelistas como Yanina Latorre, Flavio Mendoza y Lourdes Sánchez.

### 2020-presente: Participaciones en Telefe y en otros reality shows
En 2020 sería parte del panel de jurados del reality show argentino Bailando por un sueño 2020, siendo el primer convocado de la temporada, esta se canceló debido a la pandemia de COVID-19.
Polino, en 2020 es parte del reality show de origen británico llamado Divina comida y transmitido por Telefe, terminando en el quinto puesto de la competencia gastronómica; ese mismo año es parte del reality show ganador del Premio Martín Fierro de Oro de origen británico llamado MasterChef Celebrity Argentina siendo el «embajador» de este. El mismo año hace participaciones mínimas en varios programas de televisión entre ellos están Cortá por Lozano, La peña de Morfi y participa en el ciclo de juegos junto a Ángel de Brito conducido por Mariana Fabbiani. Ese año fue parte del programa especial solidario contra la pandemia de COVID-19, llamado Unidos por Argentina; el cual fue transmitido en todos los canales de aire existentes en ese entonces (eltrece, Telefe, elnueve, América TV, Net TV y Televisión Pública Argentina).
En 2021 es parte del programa de origen holandés y conducido por Marley llamado La Voz Argentina pero siendo el «embajador» de este, siendo el conductor del programa La Voz del embajador en el canal propiedad de Paramount llamado Telefe.
En 2022 aparte de ser invitado en programas de eltrece como La noche de Mirtha y Socios del espectáculo, fue parte del jurado del programa chileno transmitido por el canal de televisión Mega llamado El retador. También fue invitado a Intrusos en el espectáculo, Moria es Moria (conducido por Moria Casán) y en A la Barbarossa (conducido por Georgina Barbarossa).

## Vida personal
Marcelo Polino nació en la ciudad Tres Arroyos en Buenos Aires, Argentina, el 30 de enero de 1964, siendo hijo de Juan Carlos Polino y Ethel Binetti. Sus padres se separaron cuando Marcelo tenía 2 años, nunca más pudo volver a ver a su padre ya que este migró a Buenos Aires y jamás volvió a tener contacto con su exesposa e hijo; con lo cual vivió gran parte de su vida con su abuelo materno llamado Alfredo, quien era empleado bancario. Polino fue pareja de Carmela Fischer, hija del actor argentino Pipo Pescador, con la cual vivió en España por poco tiempo en los años '80.
En marzo de 2018, fue distinguido como Embajador INADI por su compromiso en la lucha contra la discriminación.
En septiembre de 2020 comentó en el programa de Andy Kusnetzoff que había pedido la baja de su artículo de Wikipedia.

## Filmografía

### Largometrajes
| Cine | Cine                          | Cine           |
| Año  | Título                        | Rol            |
| ---- | ----------------------------- | -------------- |
| 2014 | Un amor en tiempos de selfies | Cameo especial |
| 2016 | Me casé con un boludo         | Cameo especial |
| 2022 | Granizo                       | Cameo especial |

### Programas de televisión
| Televisión                 | Televisión           | Televisión                        | Televisión               | Televisión                                               | Televisión |
| Año                        | País                 | Programa                          | Rol                      | Notas                                                    |            |
| -------------------------- | -------------------- | --------------------------------- | ------------------------ | -------------------------------------------------------- | ---------- |
| 1994–1995                  | Bandera de Argentina | Indiscreciones de verano          | Conductor                |                                                          |            |
| 1997                       | Bandera de Argentina | Indiscreciones                    | Panelista                |                                                          |            |
| 1998                       | Bandera de Argentina | De boca en boca                   | Conductor                |                                                          |            |
| 1998                       | Bandera de Argentina | ATC Espectáculos                  | Conductor                |                                                          |            |
| 1998–2002                  | Bandera de Argentina | Movéte                            | Panelista                |                                                          |            |
| 2002–2003                  | Bandera de Argentina | ZapTV                             | Conductor                |                                                          |            |
| 2004–2008                  | Bandera de Argentina | Intrusos                          | Panelista                |                                                          |            |
| 2014-2020, 2023            | Bandera de Argentina | Intrusos                          | Conductor de reemplazo   |                                                          |            |
| 2006–2007, 2011–2012; 2024 | Bandera de Argentina | Cantando por un sueño             | Jurado                   | Titular (temporada 1, 3-4) Reemplazo (temporada 2)       |            |
| 2007–2017                  | Bandera de Argentina | Ponele la firma                   | Conductor                |                                                          |            |
| 2007–2008                  | Bandera de Argentina | Patinando por un sueño            | Jurado                   |                                                          |            |
| 2010–2019                  | Bandera de Argentina | Bailando por un sueño             | Jurado                   | Titular (temporada 7-15) Reemplazo (temporada 6)         |            |
| 2011–2012                  | Bandera de Argentina | Soñando por bailar                | Jurado                   |                                                          |            |
| 2014                       | Bandera de Argentina | Viviendo con las estrellas        | Conductor                |                                                          |            |
| 2016, 2023                 | Bandera de Argentina | Intrusos                          | Conductor de reemplazo   |                                                          |            |
| 2018                       | Bandera de Argentina | Los especialistas del show        | Conductor                |                                                          |            |
| 2020                       | Bandera de Argentina | Divina Comida                     | Participante / Anfitrión | Quinto lugar                                             |            |
| 2020–2022                  | Bandera de Argentina | Flor de equipo                    | Panelista                |                                                          |            |
| 2020–2022                  | Bandera de Argentina | Flor de equipo                    | Conductor de reemplazo   |                                                          |            |
| 2020–2022                  | Bandera de Argentina | Flor de equipo                    | Embajador de reality     | Columnista sobre MasterChef Celebrity y La Voz Argentina |            |
| 2020–2021                  | Bandera de Argentina | Cortá por Lozano                  | Embajador de reality     | Columnista sobre MasterChef Celebrity y La Voz Argentina |            |
| 2020–2021                  | Bandera de Argentina | La Peña de Morfi                  | Embajador de reality     | Columnista sobre MasterChef Celebrity y La Voz Argentina |            |
| 2021                       | Bandera de Argentina | La Voz del embajador              | Conductor                |                                                          |            |
| 2022                       | Bandera de Chile     | El Retador                        | Jurado                   |                                                          |            |
| 2023                       | Bandera de Argentina | Los 8 escalones de los 3 millones | Jurado                   |                                                          |            |
| 2023                       | Bandera de Argentina | Polémica en el bar                | Panelista                |                                                          |            |
| 2023-2024                  | Bandera de Argentina | Bailando 2023                     | Jurado                   |                                                          |            |

### Series
| Series | Series       | Series     | Series                               |
| Año    | Programa     | Plataforma | Rol                                  |
| ------ | ------------ | ---------- | ------------------------------------ |
| 2004   | Los Roldán   | Telefe     | Cameo                                |
| 2004   | La niñera    | Telefe     | Cameo                                |
| 2009   | Botineras    | Telefe     | Cameo                                |
| 2019   | El Host      | eltrece    | Participación especial (temporada 2) |
| 2022   | Robo mundial | Star+      | Cameo                                |

### Obras de teatro
Ha hecho monólogos en varias obras de teatro de Argentina y en países limítrofes. Estuvo en la obra de teatro llamada «Lengua Filosa», en la cual participaron Andrea Rincón, Mariana Mancini y el bailarín, coreógrafo y actor Raúl Mouzo, la misma se estrenó en Villa Carlos Paz en enero de 2008 en el teatro Holiday. En ese mismo trabajó en la obra «Cristina en el País de las Maravillas» junto a Nito Artaza, Cacho Castaña y Luciana Salazar.
| Teatro                          | Teatro                                | Teatro               |
| Año                             | Título de la obra                     | País                 |
| ------------------------------- | ------------------------------------- | -------------------- |
| 2001                            | Expedición Pradón                     | Bandera de Argentina |
| 2002                            | Se dice de mí!!!                      | Bandera de Argentina |
| 2003–2004                       | Humor gitano                          | Bandera de Argentina |
| 2003                            | Quilomberos                           | Bandera de Argentina |
| 2008, 2014, 2018, 2023–presente | Lengua filosa                         | Bandera de Argentina |
| 2008                            | Cristina en el país de las maravillas | Bandera de Argentina |
| 2009                            | Polino show                           | Bandera de Argentina |
| 2015                            | Marcelo Polino                        | Bandera de Argentina |
| 2017                            | Polino es caviar                      | Bandera de Argentina |
| 2017–2018                       | La isla encantada                     | Bandera de Argentina |
| 2019                            | ¿Porqué son tan geniales?             | Bandera de Argentina |
| 2019–2020                       | Gasalla                               | Bandera de Argentina |
| 2020                            | Pinti y Polino, al hueso              | Bandera de Argentina |
| 2020                            | Pinti y Polino, el show               | Bandera de Argentina |
| 2020                            | Un año para olvidar                   | Bandera de Argentina |
| 2022–2023–presente              | La verdad de la milanesa              | Bandera de Uruguay   |

### Radio
| Radio                | Radio            |
| Año                  | Programa         |
| -------------------- | ---------------- |
| 2001-2008, 2011-2020 | ¿Quién es quién? |
| 2016-presente        | Polino Auténtico |
| 2021                 | Soy tan biutiful |

## Libros
- 2013 - Todo lo que sé[17]

## Premios y nominaciones

### Nominaciones
| Premios y nominaciones | Premios y nominaciones     | Premios y nominaciones              | Premios y nominaciones | Premios y nominaciones | Premios y nominaciones |
| Año                    | Premios                    | Categoría                           | Trabajo                | Resultado              | Ref.                   |
| ---------------------- | -------------------------- | ----------------------------------- | ---------------------- | ---------------------- | ---------------------- |
| 2012                   | Premios Los Más Clickeados | Personas con más rating en internet | Él mismo               | Ganador                | -                      |
| 2018                   | Premios Los Más Clickeados | Personas con más rating en internet | Él mismo               | Ganador                | -                      |